# Protodorvillea biarticulata
Protodorvillea biarticulata är en ringmaskart som beskrevs av Francis Day 1963. Protodorvillea biarticulata ingår i släktet Protodorvillea och familjen Dorvilleidae. Inga underarter finns listade i Catalogue of Life.